# Advisory Committee on Antarctic Names
Advisory Committee on Antarctic Names ACAN lub US-ACAN (tłum. „Komitet doradczy ds. nazewnictwa Antarktyki”) – komitet doradczy przy United States Board on Geographic Names (tłum. „Rada ds. nazw geograficznych Stanów Zjednoczonych”) – amerykańskiej instytucji rządowej odpowiedzialnej wraz z Departamentem Zasobów Wewnętrznych za standaryzację nazw geograficznych na potrzeby rządu federalnego. Komitet zajmuje się rekomendowaniem nazewnictwa obiektów geograficznych na terenie Antarktyki.

## Historia
Komitet został powołany do życia w 1947 roku w miejsce Special Committee on Antarctic Names  (tłum. „Specjalny komitet ds. nazewnictwa Antarktyki”), który funkcjonował w latach 1943–1947.

## Działalność
Advisory Committee on Antarctic Names jest komitetem doradczym przy United States Board on Geographic Names (tłum. „Rada ds. Nazw Geograficznych Stanów Zjednoczonych”) – amerykańskiej instytucji rządowej odpowiedzialnej wraz z Departamentem Zasobów Wewnętrznych za standaryzację nazw geograficznych na potrzeby rządu federalnego . Jest to niewielka grupa robocza, do której United States Secretary of the Interior powołuje badaczy i ekspertów.   
Komitet prowadzi proces zgłaszania nazw dla obiektów geograficznych na terenie Antarktyki. Po rozpatrzeniu zgłoszeń wystawia rekomendacje dla United States Board on Geographic Names, która podejmuje ostateczne decyzje w sprawie zatwierdzenia nazw. United States Geological Survey prowadzi bazę danych wszystkich zatwierdzonych nazw, wraz z krótkim opisem obiektu geograficznego. Zatwierdzone nazwy wraz z opisem obiektu geograficznego są następnie publikowane w międzynarodowym gazeterze Komitetu Naukowego ds. Badań Antarktycznych (ang. Scientific Committee on Antarctic Research, SCAR) – Composite Gazetteer of Antarctica.
Komitet pracuje zgodnie z wytycznymi polityki nazewnictwa United States Board on Geographic Names. Każde nowe zgłoszenie sprawdza w Composite Gazetteer of Antarctica i konsultuje z komisjami ds. nazewnictwa w krajach Układu Antarktycznego oraz z innymi komitetami doradczymi United States Board on Geographic Names. Konsultacje mają na celu zapewnienie, że jeden obiekt ma jedną nazwę.  